# وورتسن
شهر وورتسن (به آلمانی: Wurzen) در ایالت زاکسن در کشور آلمان واقع شده‌است.